# Мушабская культура
Мушабская, или мушабийская культура — археологическая культура эпохи раннего мезолита. Предполагается, что она возникла в долине Нила, после чего мигрировала на территорию древнего Леванта, о чём можно судить по сходной каменной индустрии в обоих регионах, причём нильские находки — более древние, чем сделанные в синайском регионе Леванта.
Как утверждает Офер Бар-Йосеф, «Приток населения из Северной Африки сыграл решающую роль в формировании натуфийской культуры, что, в свою очередь, привело к возникновению земледелия как новой формы натурального хозяйства».

## Ранние миграции
Миграция земледельцев с Ближнего Востока в Европу, как считается, в значительной мере повлияла на генетический профиль современных европейцев. Натуфийская культура, существовавшая около 12000 назад в Леванте, представляла для археологов особый интерес, так как именно потомки данной культуры, по представлениям современных археологов, были источником европейского и североафриканского неолита.
Средиземное море и Сахара представляли собой существенные барьеры для генетического обмена между Субсахарской Африкой и Европой. Несмотря на это, Европа периодически открывалась для африканского населения благодаря флуктуациям размеров и климата в Сахаре. В районе Гибралтарского пролива расстояние между Африкой и Европой в то время составляло всего 15 км. В районе Суэца Евразия соединяется с Африкой большим перешейком. Долина Нила, проходящая вдоль Северо-Восточной Африки к Средиземному морю, служила двунаправленным коридором через пустыню Сахара, который часто соединял людей из Субсахарской Африки с населением Евразии.

## Слияние мушабской и кебарской культур
По мнению Бар-Йосефа, натуфийская культура возникла в результате смешения аборигенной для Леванта кебарской культуры с мушабийской (мигрантами в Левант из Северной Африки). Похожей точки зрения придерживается Эммануэль Анати.
Современный сравнительный анализ 24 черепно-лицевых показателей показывает, что население Плодородного Полумесяца в донеолитический, неолитический период и в бронзовом веке было довольно космополитичным, что свидетельствует в пользу гипотезы о разнородном населении данной территории в указанные периоды. В частности, имеются указания на сильное присутствие субсахарского компонента в регионе, в особенности в составе натуфийской культуры. Среди находок — остатки пищевых продуктов, занесённых в Левант из Африки — партенокарпических фиг, нильских моллюсков.
Рико и др. (Ricaut et al., 2008) связывают субсахарское влияние, обнаруженное в натуфийских образцах, с миграцией носителей Y-гаплогруппы E1b1b из Восточной Африки в Левант, а оттуда в Европу. Проникнув в позднемезолитическую натуфийскую культуру, субклад данной гаплогруппы E-V13 связывается с распространением земледелия с Ближнего Востока в Европу во время неолитической революции или непосредственно перед ней. Потомки E1b1b1 обнаружены во всей Европе, но сконцентрированы главным образом вдоль южно-северной линии, с модой на Балканах.